# Раваки
Раваки (англ. Rawaki Island) — самый восточный атолл в архипелаге Феникс, расположенный в 180 км от острова Кантон и в 90 км от острова Восток. Площадь Раваки — 0,5 км². Второе название острова — Феникс.

## География
Раваки — небольшой коралловый атолл, окружённый рифами, длина которого с северо-запада на юго-восток составляет 1,2 км. Внутренняя район острова Феникс опускается к солёной лагуне, занимающей большую часть атолла. Раваки — единственный остров в архипелаге Феникс, имеющий постоянный источник пресной воды, однако это один из самых засушливых островов архипелага: годовой уровень осадок — 800 мм. Ветры преимущественно восточного направления. Высшая точка острова — 5,5 м.

## Флора и фауна острова
Растительность острова — преимущественно травянистые растения (например, лат. Sida fallax). Другие представители местной флоры — лат. Lepturus pilgerianus, лат. Sesuvium portulacastrum, лат. Boerhavia и лат. Portulaca lutea. Вдоль лагуны растёт сезувиум. лат. Triumfetta procumbens — растение-эндемик, находящееся под угрозой исчезновения.
Раваки — место гнездования морских птиц. На острове было замечено 26 видов птиц, 18 из которых гнездуются на атолле.

## История
На Раваки не было обнаружено ни одного свидетельства пребывания на острове в прошлом полинезийцев, но вполне вероятно, что они посещали его во время своих тихоокеанских плаваний.
Из записей Гидрографической службы США известно, что остров Феникс был открыт одноимённым судном примерно в 1828 году, но точная дата не установлена. До этого недалеко от Раваки проплывали и другие корабли, однако остров ими замечен не был.
14 марта 1859 года компания «Си-Эй Уильямс энд Ко.» (позже «Феникс гуано компани») подало извещение в Государственный департамент США об открытии острова Феникс Томасом Лонгом, владельцем шхуны «Е. Л. Фрост», дав под присягой показание о том, что высадка на острове была осуществлена 19 февраля 1859 года, а над атоллом был поднят американский флаг. С тех пор Раваки, как и острова Мак-Кин, Старбак и Эндербери были территорией США.
19 апреля 1859 года американский бриг «Эгейт» под командованием капитана Лонга выплыл из Гонолулу с 29 чернорабочими на борту, чтобы развернуть лагерь на острове Феникс и начать разработки гуано. Корабль сопровождала американская шхуна «Модерн Таймс». Однако высадиться на острове Феникс экипажу «Модерн Таймс» так и не удалось из-за опасений капитана повредить судно. В результате лагерь был развёрнут на острове Мак-Кин. С 1870-х годов высадки на Раваки становились всё реже и реже, и уже в августе 1871 года на острове была прекращена добыча гуано.
29 июня 1889 года над Раваки был установлен протекторат Британской империи. В это же время было проведено исследование острова. В дальнейшем Раваки сдавался в аренду нескольким компаниям, занимавшимся добычей гуано. 18 марта 1937 года остров, как и все острова в архипелаге Феникс, попали под юрисдикцию колонии Острова Гилберта и Феникс. В настоящее время остров — территория Республики Кирибати и в то же время морской заповедник.